# Mimoclystia cancellata
Mimoclystia cancellata es una especie de polilla de la familia Geometridae, descrita por primera vez por William Warren en 1899, con distribución endémica en Uganda. El holotipo de la especie, un espécimen femenino, fue descrito en los alrededores de Masindi.